# 貝雷佐韋 (赫梅利尼茨基區)
49°20′42″N 27°11′47″E / 49.34500°N 27.19639°E
貝雷佐韋（烏克蘭語：Березове）是位於烏克蘭西部的村莊，由赫梅利尼茨基州裡赫梅利尼茨基區的赫梅利尼茨基市鎮負責管轄。該村始建於1915年，面積0.42平方公里，海拔高度318米，2001年人口32，人口密度每平方公里76.2人。